# Diego Álvarez Sánchez
Diego Álvarez (Medellín, Antioquia, Colombia; 23 de septiembre de 1981) mejor conocido en el ámbito deportivo como Zaza es un exfutbolista colombiano. Jugaba como delantero y en los 20 años que estuvo activo logró anotar 181 goles.

## Trayectoria
Debutó con el DIM en el año 2000 y se mantuvo 8 temporadas siendo ídolo de la afición antioqueña por sus 80 goles marcados. Valga aclarar que tuvo breves cesiones, la primera en 2001 cuando en busca de más minutos llega al Itagüí F. C. donde convirtió 10 goles en la segunda división, y la segunda en 2007 donde a pedido del entrenador uruguayo Jorge Fossati se va para el Al-Sadd de Catar, donde no pudo jugar mucho ya que se lesionó al poco tiempo de haber llegado. Alcanzó a convertir 2 goles y regreso al país otra vez jugando para el DIM.
A comienzos de 2009 el jugador se fue a la Primera División de México, concretamente al San Luis FC. Luego de una larga lesión que le impidió jugar seis meses y sin continuidad en la nómina titular, Álvarez regresa a Colombia para jugar con el Deportivo Cali donde se mantiene por tres temporadas alcanzando una Copa Colombia.
Para el segundo semestre de 2011, el jugador es vendido del Deportivo Cali al Atlético Nacional, así, causando un gran malestar entre la hinchada del DIM.
Para el 2015 va al  Real Cartagena para jugar los Cuadrangulares de ascenso de Colombia de 2015 que darán dos ascensos a la Categoría Primera A del fútbol colombiano; donde no tuvo mucha relevancia y pasa para el torneo finalización 2015 para el Patriotas Boyacá donde juega más de 1 año anotando varios goles.
Para 2019 ficha por el Deportivo Pereira, con quien lograría el ascenso a la máxima categoría del fútbol colombiano.

## Clubes
| Club                   | País     | Año         |
| ---------------------- | -------- | ----------- |
| Independiente Medellín | Colombia | 2000        |
| Itagüí F.C.            | Colombia | 2001        |
| Independiente Medellín | Colombia | 2002 - 2006 |
| Al-Sadd                | Catar    | 2007        |
| Independiente Medellín | Colombia | 2007 - 2008 |
| San Luis               | México   | 2009        |
| Deportivo Cali         | Colombia | 2009 - 2011 |
| Atlético Nacional      | Colombia | 2011 - 2012 |
| Junior                 | Colombia | 2013        |
| Envigado F. C.         | Colombia | 2013 - 2014 |
| Rionegro Águilas       | Colombia | 2014        |
| Real Cartagena         | Colombia | 2015        |
| Patriotas Boyacá       | Colombia | 2015 - 2016 |
| La Equidad             | Colombia | 2017        |
| Patriotas Boyacá       | Colombia | 2018        |
| Deportivo Pereira      | Colombia | 2019 - 2020 |

## Estadísticas
| Club                              | Div.          | Temporada     | Liga  | Liga  | Copa Nacional | Copa Nacional | Copa Internacional | Copa Internacional | Total | Total |
| Club                              | Div.          | Temporada     | Part. | Goles | Part.         | Goles         | Part.              | Goles              | Part. | Goles |
| --------------------------------- | ------------- | ------------- | ----- | ----- | ------------- | ------------- | ------------------ | ------------------ | ----- | ----- |
| DIM · Colombia                    |               |               |       |       |               |               |                    |                    |       |       |
| 1.ª                               | 2000          |               |       | —     | —             | —             | —                  |                    |       |       |
| 1.ª                               | 2002          |               |       | —     | —             | —             | —                  |                    |       |       |
| 1.ª                               | 2003          |               |       | —     | —             |               |                    |                    |       |       |
| 1.ª                               | 2004          |               |       | —     | —             | —             | —                  |                    |       |       |
| 1.ª                               | 2005          |               |       | —     | —             |               |                    |                    |       |       |
| 1.ª                               | 2006          |               |       | —     | —             |               |                    |                    |       |       |
| 1.ª                               | 2007          |               |       | —     | —             | —             | —                  |                    |       |       |
| 1.ª                               | 2008          |               |       | —     | —             | —             | —                  |                    |       |       |
| Total club                        | Total club    | 148           | 75    | 0     | 0             | 14            | 3                  | 162                | 78    |       |
| Itagüí F. C. · Colombia           |               |               |       |       |               |               |                    |                    |       |       |
| 2.ª                               | 2001          | 11            | 10    | —     | —             | —             | —                  | 11                 | 10    |       |
| Total club                        | Total club    | 11            | 10    | 0     | 0             | 0             | 0                  | 11                 | 10    |       |
| Al-Sadd Catar                     |               |               |       |       |               |               |                    |                    |       |       |
| 1.ª                               | 2007          | 4             | 2     | 3     | 0             | —             | —                  | 7                  | 2     |       |
| Total club                        | Total club    | 4             | 2     | 3     | 0             | 0             | 0                  | 7                  | 2     |       |
| San Luis · México                 |               |               |       |       |               |               |                    |                    |       |       |
| 1.ª                               | 2009          | 7             | 0     | 0     | 0             | 4             | 0                  | 11                 | 0     |       |
| Total club                        | Total club    | 7             | 0     | 0     | 0             | 4             | 0                  | 11                 | 0     |       |
| Deportivo Cali · Colombia         |               |               |       |       |               |               |                    |                    |       |       |
| 1.ª                               | 2009          | 11            | 3     | 0     | 0             | 2             | 0                  | 13                 | 3     |       |
| 1.ª                               | 2010          | 30            | 6     | 4     | 1             | —             | —                  | 34                 | 7     |       |
| 1.ª                               | 2011          | 18            | 8     | 1     | 2             | —             | —                  | 19                 | 10    |       |
| Total club                        | Total club    | 59            | 17    | 5     | 3             | 2             | 0                  | 69                 | 20    |       |
| Atlético Nacional · Colombia      |               |               |       |       |               |               |                    |                    |       |       |
| 1.ª                               | 2011          | 16            | 4     | 4     | 2             | —             | —                  | 20                 | 6     |       |
| 1.ª                               | 2012          | 21            | 0     | 11    | 4             | 7             | 1                  | 39                 | 5     |       |
| Total club                        | Total club    | 37            | 4     | 15    | 6             | 7             | 1                  | 59                 | 11    |       |
| Junior de Barranquilla · Colombia |               |               |       |       |               |               |                    |                    |       |       |
| 1.ª                               | 2013          | 8             | 0     | 8     | 4             | —             | —                  | 16                 | 4     |       |
| Total club                        | Total club    | 8             | 0     | 8     | 4             | 0             | 0                  | 16                 | 4     |       |
| Envigado F. C. · Colombia         |               |               |       |       |               |               |                    |                    |       |       |
| 1.ª                               | 2013          | 16            | 4     | —     | —             | —             | —                  | 16                 | 4     |       |
| 1.ª                               | 2014          | 11            | 0     | —     | —             | —             | —                  | 11                 | 0     |       |
| Total club                        | Total club    | 27            | 4     | 0     | 0             | 0             | 0                  | 27                 | 4     |       |
| Rionegro Águilas · Colombia       |               |               |       |       |               |               |                    |                    |       |       |
| 1.ª                               | 2014          | 19            | 3     | 9     | 1             | 2             | 1                  | 30                 | 5     |       |
| Total club                        | Total club    | 19            | 3     | 9     | 1             | 2             | 1                  | 30                 | 5     |       |
| Real Cartagena · Colombia         |               |               |       |       |               |               |                    |                    |       |       |
| 1.ª                               | 2015          | 2             | 0     | —     | —             | —             | —                  | 2                  | 0     |       |
| Total club                        | Total club    | 2             | 0     | 0     | 0             | 0             | 0                  | 2                  | 0     |       |
| La Equidad · Colombia             |               |               |       |       |               |               |                    |                    |       |       |
| 1.ª                               | 2017          | 25            | 4     | 4     | 4             | —             | —                  | 29                 | 8     |       |
| Total club                        | Total club    | 25            | 4     | 4     | 4             | 0             | 0                  | 29                 | 8     |       |
| Patriotas Boyacá · Colombia       |               |               |       |       |               |               |                    |                    |       |       |
| 1.ª                               | 2015          | 18            | 5     | 2     | 0             | —             | —                  | 20                 | 5     |       |
| 1.ª                               | 2016          | 39            | 13    | 4     | 1             | —             | —                  | 43                 | 14    |       |
| 1.ª                               | 2018          | 30            | 4     | 2     | 1             | —             | —                  | 32                 | 5     |       |
| Total club                        | Total club    | 87            | 22    | 8     | 2             | 0             | 0                  | 95                 | 24    |       |
| Deportivo Pereira · Colombia      |               |               |       |       |               |               |                    |                    |       |       |
| 2.ª                               | 2019          | 40            | 17    | 1     | 0             | —             | —                  | 41                 | 17    |       |
| 1.ª                               | 2020          | 17            | 1     | 1     | 0             | —             | —                  | 18                 | 1     |       |
| Total club                        | Total club    | 57            | 18    | 2     | 0             | 0             | 0                  | 59                 | 18    |       |
| Total carrera                     | Total carrera | Total carrera | 483   | 156   | 54            | 20            | 29                 | 5                  | 566   | 181   |

## Palmarés

### Campeonatos nacionales
| Título                | Club                   | País     | Temporada |
| --------------------- | ---------------------- | -------- | --------- |
| Categoría Primera A   | Independiente Medellín | Colombia | 2002-II   |
| Categoría Primera A   | Independiente Medellín | Colombia | 2004-I    |
| Copa Colombia         | Deportivo Cali         | Colombia | 2010      |
| Copa Colombia         | Atlético Nacional      | Colombia | 2012      |
| Superliga de Colombia | Atlético Nacional      | Colombia | 2012      |
| Categoría Primera B   | Deportivo Pereira      | Colombia | 2019      |

### Distinciones individuales
| Distinción                                      | Año            |
| ----------------------------------------------- | -------------- |
| Cuarto Goleador Histórico del DIM               | Récord Vigente |
| Segundo Goleador Histórico del Patriotas Boyacá | Récord Vigente |
| Goleador del Torneo Finalización (12 goles)     | 2006           |